# Večer přehlížených
Večer přehlížených (v anglickém originále A Night of Neglect) je sedmnáctá epizoda druhé série amerického hudebního televizního seriálu Glee a v celkovém pořadí třicátá devátá epizoda. Scénář k epizodě napsal jeden z tvůrců seriálu, Ian Brennan, režírovala ji Carol Banker a poprvé se vysílala na televizním kanálu Fox ve Spojených státech dne 19. dubna 2011. V této epizodě sbor na McKinleyově střední, New Directions, vybírající peníze pro několik mimoškolních akcí tím, že uspořádají benefiční koncert, zatímco trenérka roztleskávaček Sue Sylvester (Jane Lynch) se je pokouší zničit.
V této epizodě se objevilo třináct hostujících hvězd, včetně Gwyneth Paltrow ve svém posledním výstupu z druhé sérii. Někteří herci se vrátili po dlouhé absenci: Jessalyn Gilsig, Cheyenne Jackson a Stephen Tobolowsky jako členové Suina anti-New Directions "Ligy zkázy" a Charice jako studentka Sunshine Corazon. V epizodě se objevily coververze čtyř písní a všechny byly vydány jako singly a pátá píseň obsažená v epizodě byla taneční vystoupení.
V původním vysílání epizodu sledovalo celkem 9,80 milionů amerických diváků a získala 3,8/11 Nielsenova ratingu/podílu ve věkové skupině 18-49 let. Komentáře kritiků k epizodě byly smíšené až negativní. Recenzentům se většinou nelíbila zápletka založená na "podceňování" studentky Mercedes Jones (Amber Riley), i když ocenili její výkon při jejím vystoupení s písní "Ain't No Way" od Arethy Franklin. Zábavné momenty epizody si vysloužili chválu, ačkoliv hostující hvězdy a zápletka s Ligou zkázy byly špatně přijatá, stejně jako vystřižení krátkého sóla Jenny Ushkowitz a ztvárnění Adeliných "Turning Tables" od Paltrow, což kritici označili jako horší než originál.

## Děj epizody

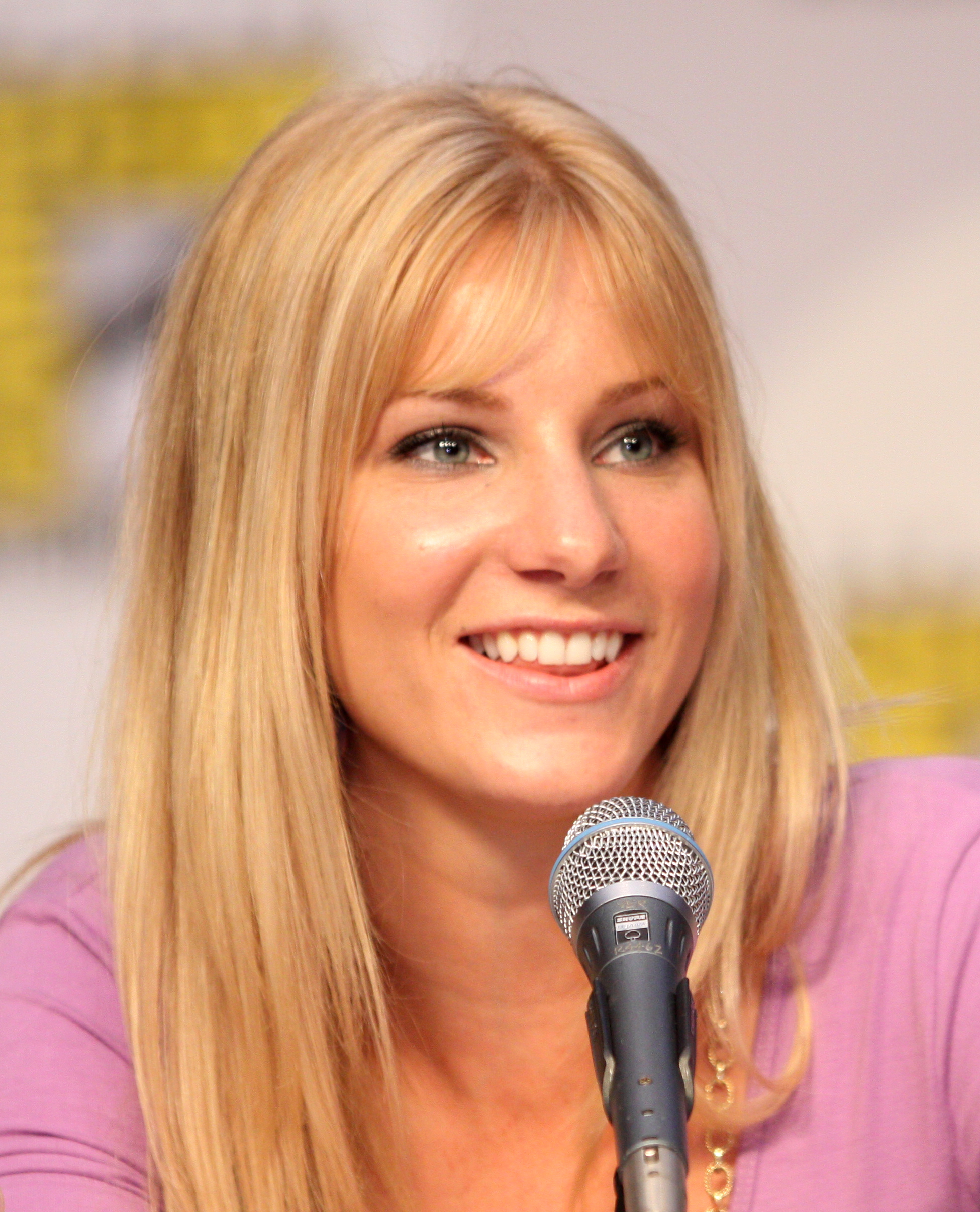
Intelektuální schopnosti Brittany (Heather Morris, na obrázku) jsou v této epizodě zvýrazněny

Sbor nemá finanční prostředky na nadcházející cestu na soutěž, a tak vedoucí Will Schuester (Matthew Morrison) navrhuje, že by měli členové sboru prodávat slané karamelky, aby vybrali peníze na cestu. Členové New Direction, Mike Chang (Harry Shum mladší), Artie Abrams (Kevin McHale) a Tina Cohen-Chang (Jenna Ushkowitz) prozrazují, že jsou v týmu akademického desetiboje, který má také problém s financemi pro soutěž. Brittany Pierce (Heather Morris) je čtvrtá členka do počtu, která má překvapivě výborné a hluboké znalosti v oblasti kočičích nemocí. Willova přítelkyně, suplující učitelka Holly Holliday (Gwyneth Paltrow), navrhuje, že by místo prodeje karamelek měli uspořádat benefiční koncert. Bývalá studentka McKinleyovy střední Sunshine Corazon (Charice), která přeběhla k rivalskému sboru Vocal Adrenaline, získá v koncertu závěrečné číslo poté, co slíbí, že na koncert přizve svých 600 sledovatelů na Twitteru.
Trenérka roztleskávaček Sue Sylvester (Jane Lynch) vytváří "Ligu zkázy" ("League of Doom"), aby zničila sbor. Členové ligy jsou Sue, bývalá manželka Willa Shuestera Terri Schuester (Jessalyn Gilsig), vedoucí Vocal Adrenaline Dustin Goolsby (Cheyenne Jackson) a bývalý vedoucí sboru na McKinleyově střední Sandy Ryerson (Stephen Tobolowsky). Dustin má za úkol rozdělit Willa a Holly a provede neúspěšný pokus svést ji. Pár se nakonec ale stejně rozejde, když Will pomáhá své bývalé lásce Emmě Pillsbury (Jayma Mays) s její zhoršující se obsedantně kompulzivní poruchou. Emma mu poté prozradí, že její manžel Carl Howell požádal o zrušení jejich sňatku.
Bývalý člen New Directions, Kurt Hummel (Chris Colfer) navštěvuje koncert v doprovodu svého přítele Blaina Andersona (Darren Criss). Konfrontuje je homofobní tyran Dave Karofsky (Max Adler), který je ale nucen odstoupit kvůli Santaně Lopez (Naya Rivera), v odplatě za to, že jí dříve házel do obličeje ledovou tříšť. Sunshine a její následovatelé se na koncert nedostaví z Dustinovy vůle a Sandy a studenti McKinleyovy střední, Jacob Ben Israel (Josh Sussman), Azimio (James Earl) a Becky Jackson (Lauren Potter)—jediní členové v publiku-urážejí sbor. Tinu jejich vypískání uprostřed vystoupení rozpláče; Mikovo vystoupení se už povede o poznání lépe, protože výtržníkům před jeho vystoupením rozdají karamelky a ti pak mají plná ústa. Během přestávky Holly mluví se třemi studenty ohledně jejich nadávek a navrhuje, že by místo posmívání měli fandit, ti ale nakonec odejdou. Holly Willovi zpívá "Turning Tables" od Adele. Mercedes Jones (Amber Riley), která na radu Lauren Zizes (Ashley Fink) strávila celý čas před koncertem vymýšlením si přemrštěných a nesmyslných požadavků, aby získala od svých kolegů se sboru větší respekt, nakonec zpívá závěrečné číslo: "Ain't No Way" od Arethy Franklin. Ohromí a uzemní Sandyho, který se po jejím výkonu rozhodne část ze svých drogových zisků věnovat na financování cesty pro školní tým akademického desetiboje.
Holly bere práci v Clevelandu a nechává Willa, aby se starat o Emmu, zatímco se Sue rozhodne přivést do hry Terri, bývalou Willovu manželku. Epizoda končí závěrečnou rozhodující otázkou na akademickém desetiboji, z kategorie "hermafroditičtí sympatizanti nacistů", téma, které dříve nevhodně předvedla Holly v jejich hodině dějepisu.

## Seznam písní
- "All by Myself"
- "I Follow Rivers"
- "Bubble Toes"
- "Turning Tables"
- "Ain't No Way"

## Hrají
| Dianna Agron     | Quinn Fabray          |
| Chris Colfer     | Kurt Hummel           |
| Jane Lynch       | Sue Sylvester         |
| Jayma Mays       | Emma Pillsburry       |
| Kevin McHale     | Artie Abrams          |
| Lea Michele      | Rachel Berry          |
| Cory Monteith    | Finn Hudson           |
| Heather Morris   | Brittany Pierce       |
| Matthew Morrison | William Schuester     |
| Mike O'Malley    | Burt Hummel           |
| Amber Riley      | Mercedes Jones        |
| Naya Rivera      | Santana Lopez         |
| Mark Salling     | Noah „Puck“ Puckerman |
| Jenna Ushkowitz  | Tina Cohen-Chang      |